# Грейпвілл (Пенсільванія)
Грейпвілл (англ. Grapeville) — переписна місцевість (CDP) в США, в окрузі Вестморленд штату Пенсільванія. Населення — 499 осіб (2020).

## Географія
Грейпвілл розташований за координатами 40°19′31″ пн. ш. 79°36′21″ зх. д. / 40.32528° пн. ш. 79.60583° зх. д. (40.325272, -79.605972).  За даними Бюро перепису населення США в 2010 році переписна місцевість мала площу 0,33 км², уся площа — суходіл.

## Демографія
Згідно з переписом 2010 року, у переписній місцевості мешкало 538 осіб у 241 домогосподарстві у складі 140 родин. Густота населення становила 1642 особи/км².  Було 266 помешкань (812/км²).
Расовий склад населення:
| - 98,5 % — білих - 0,6 % — азіатів - 0,2 % — корінних американців - 0,2 % — чорних або афроамериканців |

До двох чи більше рас належало 0,6 %. Частка іспаномовних становила 1,1 % від усіх жителів.
За віковим діапазоном населення розподілялося таким чином: 21,6 % — особи молодші 18 років, 63,3 % — особи у віці 18—64 років, 15,1 % — особи у віці 65 років та старші. Медіана віку мешканця становила 41,8 року. На 100 осіб жіночої статі у переписній місцевості припадало 89,4 чоловіків;  на 100 жінок у віці від 18 років та старших — 89,2 чоловіків також старших 18 років.
За межею бідності перебувало 25,3 % осіб, у тому числі 22,7 % дітей у віці до 18 років та 46,2 % осіб у віці 65 років та старших.
Цивільне працевлаштоване населення становило 243 особи. Основні галузі зайнятості: освіта, охорона здоров'я та соціальна допомога — 49,0 %, роздрібна торгівля — 17,3 %, виробництво — 10,3 %, мистецтво, розваги та відпочинок — 9,1 %.